# Halecostomi
Clade
Classification phylogénétique
- Ostéichthyens
  - Actinoptérygiens
    - Cladistiens
    - Actinoptères
      - Chondrostéens
      - Néoptérygiens
        - Halécostomes
        - Téléostéens
        - Holostei
          - Halécomorphes
          - Lepisosteidae

  - Sarcoptérygiens

Les Halécostomes sont des poissons Néoptérygiens. Selon F. Poyato-Ariza, ce groupe ne contient que l'ordre éteint des Pycnodontiformes.